# Jean-Baptiste Gorby
Jean-Baptiste Gorby (Mayotte, 25 luglio 2002) è un calciatore francese, centrocampista del Braga.

## Caratteristiche tecniche
È un centrocampista difensivo.

## Carriera
Cresciuto calcisticamente nelle giovanili del Nantes, passa al settore giovanile del Braga nel 2021. Il 5 dicembre 2021 esordisce in prima squadra subentrando a Iuri Medeiros in occasione della partita di campionato vinta per 2-0 contro l'Estoril Praia. Il 22 gennaio 2022 mette a segno la sua prima rete da professionista realizzando il gol del definitivo 2-1 nella vittoria esterna contro lo Sporting Lisbona.

## Statistiche
Statistiche aggiornate al 3 giugno 2022.

### Presenze e reti nei club
| Stagione        | Squadra         | Campionato      | Campionato | Campionato | Coppe nazionali | Coppe nazionali | Coppe nazionali | Coppe continentali | Coppe continentali | Coppe continentali | Altre coppe | Altre coppe | Altre coppe | Totale | Totale | Totale |
| Stagione        | Squadra         | Comp            | Pres       | Reti       | Comp            | Pres            | Reti            | Comp               | Pres               | Reti               | Comp        | Pres        | Reti        | Pres   | Reti   |        |
| --------------- | --------------- | --------------- | ---------- | ---------- | --------------- | --------------- | --------------- | ------------------ | ------------------ | ------------------ | ----------- | ----------- | ----------- | ------ | ------ | ------ |
| 2021-2022       | Braga B         | L3              | 6          | 0          | -               | -               | -               |                    | -                  | -                  |             | -           | -           | 6      | 0      |        |
| 2021-2022       | Braga           | PL              | 7          | 1          | TdP+TdL         | 1+0             | 0               | UEL                | 0                  | 0                  | ST          | -           | -           | 8      | 1      |        |
| Totale carriera | Totale carriera | Totale carriera | 13         | 1          |                 | 1               | 0               |                    | 0                  | 0                  |             | -           | -           | 14     | 1      |        |